# 桑托什·杰哈
桑托什·杰哈（英語：Santosh Jha，1966年12月18日—），印度外交官，现任印度驻斯里兰卡高级专员。

## 经历
桑托什·杰哈生於1966年12月18日。
2023年12月20日，就任印度駐斯里蘭卡高級專員。

## 個人生活
与妻子塔努贾·杰哈（Tanuja Jha）育有一子一女。